# 지사교통
지사교통은 부산광역시 동래구에 소속해 있는 마을버스 운송업체이다. 

## 차고지
- 부산광역시 동래구 사직동 (본사)

## 운행 노선
- 동래5번 (달북마을 ~ 도시철도 동래역)
- 강서 7-2번 (지사과학단지 ~ 구포시장)